# Cyberpunk 2077
Cyberpunk 2077 és un videojoc de rol d'acció en un món obert desenvolupat i publicat per CD Projekt, va sortir a la venda el 10 de desembre de 2020 per a Microsoft Windows, PlayStation 4, PlayStation 5, Xbox One, Xbox Sèries X/S i Google Stadia. És una adaptació del joc de taula Cyberpunk, la història transcorre a la ciutat nocturna distòpica, un món obert amb sis regions diferents. Els jugadors assumeixen la perspectiva en primera persona d'un mercenari personalitzable conegut com a V, que pot adquirir habilitats en pirateria i maquinària, un arsenal d'armes a distància i opcions per al combat cos a cos.
Cyberpunk 2077 va ser desenvolupat amb REDengine 4 per un equip de prop de 500 persones, que va superar el nombre que va treballar en el joc anterior de l'estudi The Witcher 3: Wild Hunt (2015). CD Projekt va llançar una nova divisió a Wrocław, Polònia, i es va associar amb Digital Scapes, Nvidia, QLOC i Jali Research per ajudar en la producció. El creador de Cyberpunk Mike Pondsmith va ser consultor i l'actor Keanu Reeves té un paper protagonista. Marcin Przybyłowicz ha estat l'encarregat de la banda sonora.